# Бьянцоне
Бьянцоне (итал. Bianzone) — коммуна в Италии, в провинции Сондрио области Ломбардия.
Население составляет 1220 человек (2008 г.), плотность населения составляет 72 чел./км². Занимает площадь 17 км². Почтовый индекс — 23030. Телефонный код — 0342.
Покровителем коммуны почитается святой Сир, празднование 9 декабря.

## Демография
Динамика населения: